# Gabrovo
Gabrovo je naselje v Občini Škofja Loka.